# Stare grzechy mają długie cienie
Stare grzechy mają długie cienie (hiszp. La isla mínima) – hiszpański dreszczowiec z 2014 roku w reżyserii Alberto Rodrígueza. Zdjęcia kręcono w Andaluzji (prowincja Sewilla).
Światowa premiera filmu miała miejsce 19 września 2014 roku, podczas Międzynarodowego Festiwalu Filmowego w San Sebastián. W Polsce film dystrybuowany wraz z dniem 25 grudnia 2015 przez firmę Aurora Films.
Fabuła filmu skupia się na historii dwóch detektywów, którzy w Hiszpanii lat 80. XX wieku prowadzą śledztwo w sprawie brutalnych morderstw młodych kobiet. Na kanwie scenariusza filmu powstał niemiecki thriller kryminalny Wolny kraj (2019).

## Obsada
- Raúl Arévalo jako Pedro Suárez
- Javier Gutiérrez jako Juan Robles
- Antonio de la Torre jako Rodrigo
- Nerea Barros jako Rocío
- Jesús Castro jako Joaquín Varela, „Quini"
- Mercedes León jako pani Casa Soto
- Adelfa Calvo jako Fernanda
- Manolo Solo jako dziennikarz
- Salvador Reina jako Jesús
- Jesús Carroza jako Miguel

## Nagrody i nominacje
28. ceremonia wręczenia Europejskich Nagród Filmowych
- nagroda: Nagroda Publiczności (People’s Choice Award) – Alberto Rodríguez

29. ceremonia wręczenia nagród Goya
- nagroda: najlepszy film − Alberto Rodríguez
- nagroda: najlepszy reżyser − Alberto Rodríguez
- nagroda: najlepszy scenariusz oryginalny − Alberto Rodríguez i Rafael Cobos
- nagroda: najlepszy aktor − Javier Gutiérrez
- nagroda: najlepsza debiutująca aktorka − Nerea Barros
- nagroda: najlepsza muzyka − Julio de la Rosa
- nagroda: najlepsze zdjęcia − Álex Catalán
- nagroda: najlepszy montaż − José M.G. Moyano
- nagroda: najlepsza scenografia − Pepe Domínguez
- nagroda: najlepsze kostiumy − Fernando García
- nominacja: najlepszy aktor − Raúl Arévalo
- nominacja: najlepszy aktor drugoplanowy − Antonio de la Torre
- nominacja: najlepsza aktorka drugoplanowa − Mercedes León
- nominacja: najlepsza charakteryzacja i fryzury − Yolanda Piña
- nominacja: najlepszy dźwięk − Daniel de Zayas, Nacho Royo-Villanova i Pelayo Gutiérrez
- nominacja: najlepsze kierownictwo produkcji − Manuela Ocón
- nominacja: najlepsze efekty specjalne − Pedro Moreno i Juan Ventura